# Association fédérale des chiens de sauvetage
 Bundesverband Rettungshunde
La BRH Bundesverband Rettungshunde e.V. ou BRH, que l’on peut traduire en français par « Association fédérale des chiens de sauvetage » est l’association allemande de chiens de sauvetage, la plus ancienne et la plus importante dans le monde.
On dénombre plus de 80 équipes canines de la BRH sur l’ensemble du territoire allemand. L’association compte environ 1 767 membres actifs en permanence et certifie chaque année 656 chiens de sauvetage, sans compter les 925 chiens supplémentaires qui sont constamment en formation. Les équipes de la BRH interviennent principalement pour mener des recherches en surface et sous les décombres, faire du Mantrailing (ou pistage), du repérage à la surface de l’eau ou lors d’avalanches. Les équipes canines de la BRH font partie des services officiels appelés dans le cadre de la protection civile fédérale dans beaucoup de länder et sont intégrées dans la protection lors des catastrophes au niveau communal et régional dans tous les länder. Le bureau de la BRH à Hünxe fait office de contact principal pour les autorités, les services spécialisés et les organisations allemandes. 
Les chiens de sauvetage ne sont pas uniquement chargés des recherches sur demande de la police en Allemagne (pistage et recherches en surface).
Les chiens peuvent également apporter un soutien lors de recherches menées sous les gravats, en particulier lors d’effondrements d’habitations après des explosions de gaz, ou lors d’incidents majeurs comme l’accident du train ICE à Eschede, l’effondrement de la patinoire à Bad Reichenhall ou encore l’effondrement du bâtiment contenant les archives historiques de Cologne. Lors de ce genre d’incidents ou de situations d’urgences, le bureau situé à Hünxe se charge de coordonner les mises en alertes. 
En moyenne, la BRH forme et entraîne les chiens bénévolement environ 350 heures, en plus des heures officielles d’intervention. Les opérations menées en dehors des situations d’urgence sont gratuites. Les équipes de la BRH sont disponibles 24h/24, tous les jours de l’année.
La BRH propose une expertise en matière de chiens de sauvetage à toutes les associations majeures allemandes et internationales dans ce domaine (FCI, VDH, dhv, AZG). Le bureau de la BRH à Hünxe fait office d’interlocuteur principal pour toutes les organisations internationales. L’association est officiellement reconnue et attesté par l’Etat ; les dresseurs de chiens de sauvetage, le personnel et les membres de l’association travaillent bénévolement et les opérations sont effectuées gratuitement.  

## L’association
La Bundesluftschutzverband (que l’on peut traduire par Association fédérale de protection de l’espace aérien) a été créée en 1954 en Allemagne de l’Ouest, à la demande du ministre de l’Intérieur, afin de former les chiens de sauvetage à la recherche dans les décombres. Ces équipes de chiens de sauvetage ont ensuite été assignées à la protection civile du Bund. La Bundesverband für den Selbstschutz ou BVS (Association fédérale pour l’autoprotection) s’est occupée du dressage de ces chiens dans les années 60. Le ministère de l’Intérieur a arrêté en 1973 le dressage des chiens de sauvetage pour des raisons financières et parce que les autorités fédérales se servaient de plus en plus des nouveaux dispositifs de localisation électroniques.
Certains dresseurs ont fondé en 1974 et 1975 les unités canines de chiens de sauvetage d’Heilbroon (Pays-Bas), d’Ulm, de Rottweil et de Pforzheim (Enzkreis). En Rhénanie-Palatinat et dans la Hesse, il n’y avait en effet que quelques chiens de sauvetage attachés aux sapeurs-pompiers. L’association a créé en 1976 des équipes de chiens de sauvetage privées exclusivement dans le Bade-Wurtemberg. Après la création de deux équipes de chiens de sauvetage privé dans la Hesse et une autre en Nord-Westphalie, l’Association pour les chiens de sauvetage dans le Bade-Wurtemberg est devenue l’Association fédérale pour les chiens de sauvetage (BRH) grâce à une modification de statut. 
Depuis 1983, l’association prend également en charge le dressage des chiens pour les recherches en surface. Au cours des années suivantes, plusieurs autres organisations humanitaires (la Croix-Rouge allemande, la Johanniter-Unfall-Hilfe, l’ASB, la MHD et la DLRG) ont commencé le dressage des chiens de sauvetage. La BRH s’est développée par la suite pour devenir la plus grande association de chiens de sauvetage en Allemagne.

## Affiliation aux associations et organisations
La BRH est membre des associations et organisations énoncées ci-dessous :
- La Deutscher Paritätischer Wohlfahrtsverband / Parität International depuis 1983
- La Verband für das Deutsche Hundewesen  ou VDH (équivalent allemand du SCC), en tant que membre extraordinaire depuis 1985
- Membre fondateur de l’association Internationalen Rettunghunde-Organisation IRO depuis1993
- Membre de l’ADH - Aktion Deutschland hilft – par l’intermédiaire de la DPWV depuis 2001
- Membre de la dhv - Deutscher Hundesportverband (Association allemand de sport canin) depuis 2003

## Coopération
La BRH coopère avec :
- La Garde aérienne allemande (DRF)
- EDAK Edirne (en Turquie) par la signature d’un accord bilatéral sur les situations d’urgence
- L’organisation américaine « Rescue-Dog »
- ÖRHB, la Brigade de chiens de sauvetage autrichienne

## Organisation de l’association
On trouve à la base de l’association BRH les équipes de chiens de sauvetage et les dresseurs qui élisent une fois par an, lors de la journée dédiée à l’association, le conseil d’administration, les comités et groupes fonctionnels qui décident à leur tour du statut et des règlements adoptés par l’association. 
L’association est constituée d’un organisme directeur (composé d’un président et d’un vice-président), d’un service administratif et d’un juge-arbitre-en-chef.
Des responsables sont élus par les équipes dans chaque Länder pour représenter les intérêts de l’association au niveau du Land. Les membres du tribunal d’arbitrage de la BRH sont choisis parmi les responsables des Länder.  
La commission technique s’occupe des domaines opérationnels (dressage, interventions, technique + outils). Elle est également chargée d’optimiser et d’améliorer la qualité de travail des chiens de sauvetage. 
Des personnalités reconnues dans le domaine de la gestion des catastrophes, de la cynologie et de la sociologie forme le curatorium de l’association. Ce comité soutient et conseille l’association dans ces domaines.  
L’association tout comme les équipes de chiens de sauvetage de la BRH sont reconnues d’utilité publique par l’Etat fédéral allemand.
La gestion de l’ensemble de l’association est effectuée par cinq membres du personnel dans le centre de dressage et de formation de Hünxe. Le bureau situé à Hünxe fait figure d’interlocuteur principal pour les quelque 142 000 sponsors de la BRH.  

## Centres de formation
La BRH investit principalement dans la formation de base du dresseur et de son chien, dans une optique d’amélioration des qualifications des équipes de recherches dans les décombres intervenant lors des situations d’urgence. L’objectif est de créer des centres de formation au niveau régional, dans les länder environnants, afin de fournir des infrastructures adaptées aux missions de la BRH. Actuellement, les centres de formation appartenant à la BRH se situent dans l'Ouest (Hünxe), dans le Nord (Malchin) et dans le Sud de l’Allemagne. La BRH est le leader mondial en termes de nombre de centres de formation créés pour les chiens de sauvetage et s’est spécialisée dans le domaine de Search & Rescue (Recherche & Sauvetage). La BRH considère que la création des centres de formation est d’utilité publique puisque l’association est active en matière de prévention de catastrophe et de protection civile. Les autorités, les organisations chargées de la sécurité civile et les services spécialisés d’autres organismes humanitaires bénéficient des investissements effectués par la BRH, car la formation  sur le terrain, développée par la BRH, prévoit de nombreux scénarios. 

## Les races de chien utilisées
Il n’existe pas de races prédisposées aux missions de sauvetage. C’est pourquoi on peut trouver à la BRH un large éventail de races ainsi que des corniauds. Le caractère, l’enthousiasme et la performance du chien sont les principaux critères de sélection. En règle générale, tous les chiens de taille moyenne réunissent ces conditions.  

## Maître-chien sauveteur
À cause de l’effort demandé à l’homme et au chien lors des missions de secours, les maîtres-chiens et les sauveteurs doivent posséder certaines compétences qui sont régulièrement évaluées. Mis à part vouloir faire partie des secours et savoir dresser un chien, ils doivent aussi posséder des connaissances pratiques et théoriques sur des thèmes en lien avec différents types d’intervention, notamment : orientation sur le terrain, tactique d’intervention, utilisation d’une radio, évaluation des dommages, gestion d’intervention et gestes de premier secours pour hommes et canidés.   

## Formation et examen
La formation est assurée dans les unités de chiens sauveteurs par des formateurs certifiés par l’association et des sessions de formations inter régionales. Il faut tout d’abord obtenir obligatoirement un diplôme de dressage (Begleithundeprüfung) selon les normes de la VDH (Verband für das Deusche Hundewesen, équivalent de la SCC). Après un examen d’admissibilité, l’épreuve principale consiste à trouver une cible dans un secteur et dans des décombres. Les mantrailers ou chiens de recherche utilitaire ont une formation à part.
De plus, les examens peuvent être accomplis selon les normes internationales de la FCI dans toutes les catégories (pistage, recherche de surface, dans les décombres, dans les avalanches). Les membres du jury à l’examen ne font pas partie de la même unité que les candidats.  

## Mise en alerte et intervention
Les alertes locales et inter régionales sont transmises aux unités des chiens de sauvetage les plus proches par la police, les pompiers et autres organisations de secours. Pour les interventions à l’étranger, les alertes sont retransmises au centre de commandement de la BRH. Ces interventions sont gratuites pour les victimes.
Le BRH fait partie au plan de protection des populations lors de catastropheS au niveau des Lands (par exemple Bade-Wurtemberg, la Saxe) et/ou au plan de protection au niveau des diverses circonscriptions (par exemple Hesse, la Bavière, la Rhénanie-du-Nord-Westphalie, la Basse-Saxe). S’ajoute un contrat de coopération avec certains ministres de l’Intérieur de Land (par exemple Hesse) pour soutenir les recherches des policiers dans le cas de personnes disparues. Pour cela, la police du Land et/ou les unités canines de la police doivent évaluer à leur tour les chiens de sauvetage et leurs maîtres.
La BRH a mené de très nombreuses interventions à l’étranger lors de ses 30 dernières années. Surtout en raison de cette expérience, un examen de qualification pour les interventions à l’étranger a été ajouté en 2002. Des équipes très qualifiées dans la recherche des décombres, le sauvetage, la médecine, la logistique et la gestion d’équipe interviennent sous mandat de l’ONU lors de catastrophes de dimension internationale. Ce sont les équipes d’intervention à l’étranger de la BRH. Ces activités à l’étranger (BRH Search and Rescue) se composent de deux éléments :     
1. Interventions dans d’autres pays européens dans le cadre d’aides accordées par les Lands allemands frontaliers ainsi que dans le cadre d’accords ou d’interventions bilatéraux de l’office allemand de protection des populations. Celles-ci sont en règle générale réalisées par les unités de chien de sauvetage locales, régionales ou inter régionales de la BRH.  
2. Interventions internationales lors d’un sinistre important sous mandat de l’ONU. Celles-ci sont conduites par les équipes d’intervention à l’étranger de la BRH sous l’égide de l’ISAR Germany. Cette organisation regroupe les unités spécialistes de sauvetage des pompiers et autres services de secours de l’Allemagne. Elle est accréditée par l’organisation interne des Nations unies, OCHA et classée medium-team selon les normes de l’INSARAG.  .

## Liens
- BRH Bundesverband Rettungshunde e.V. (site allemand non traduit)